# Bastian Fassin
Bastian Fassin (* 25. November 1972 in Bocholt) ist gemeinsam mit Tobias Bachmüller seit 2004 geschäftsführender Gesellschafter der Katjes Fassin GmbH + Co. KG und ist ebenso Hauptgesellschafter der Katjes International GmbH & Co. KG. Des Weiteren ist er seit dem Jahr 2020 Geschäftsführer der Bübchen-Werk Ewald Hermes Pharmazeutische Fabrik GmbH.

## Leben

### Berufliche Stationen
Nach dem Abitur am Collegium Augustinianum Gaesdonck und dem Studium der Betriebswirtschaft war Fassin von 1997 bis 2000 bei Roland Berger Strategy Consultants in München tätig. Danach folgten vier Jahre in Marketing und Vertrieb bei Kraft Foods in Bremen. Seit 2004 ist er geschäftsführender Gesellschafter bei Katjes und somit Nachfolger seines Vaters Klaus Fassin (1931–2021), der am 5. Juni 2021 gestorben ist.  Bastian Fassin ist verheiratet und hat vier Kinder, drei Söhne und eine Tochter.

### Sonstige Tätigkeiten
- Vorsitzender des Arbeitskreises der Internationalen Süßwarenmesse (AISM)[7]
- Vorsitzender des Bundesverbandes der Deutschen Süßwarenindustrie e.V (BDSI)[8]
- Vorstandsmitglied der Deutsch-Niederländischen Handelskammer (DNHK)[9]